# 余佳璋
余佳璋，台灣前新聞主播，現任台灣新聞記者協會顧問、TaiwanPlus執行長，中國文化大學政治碩士、博士班。

## 經歷
- 臺灣電視公司新聞部記者、主播
- TVBS新聞部編輯
- 年代電視新聞部主播、採訪組副組長
- 公共電視文化事業基金會新聞部主播、主持人、製作人、國際新聞中心主任
- 台灣新聞記者協會會長、顧問
- 國際記者聯盟候補執行委員
- 中國文化大學講師
- TaiwanPlus執行長

## 曾擔任播報節目
| 時間                                     | 頻道 | 節目                  | 備註   |
| 時間待查                                 | 台視 | 《午安您好─台視新聞》 |        |
| 2005年─2008年2月28日、2011年6月18日─待查 | 公視 | 《全球現場》          |        |
| 2007年11月11日─2008年3月2日              | 公視 | 《面對台灣未來》      | 主持人 |
| 2008年4月2日─待查                        | 公視 | 《獨立特派員》        | 主持人 |

## 個人生活
余佳璋曾經和主播陳雅琳有婚姻關係，兩人於1998年4月16日結婚、2006年2月27日離婚。